# Simurghia
Simurghia (podle perské mytologické létající ptačí bytosti jménem „Símurg“) byl rod nyktosauridního pterodaktyloidního ptakoještěra, který žil v období nejpozdnější svrchní křídy (geologický stupeň pozdní maastricht, asi před 66 miliony let) na území sedimentární pánve Ouled Abdoun v Maroku.

## Význam

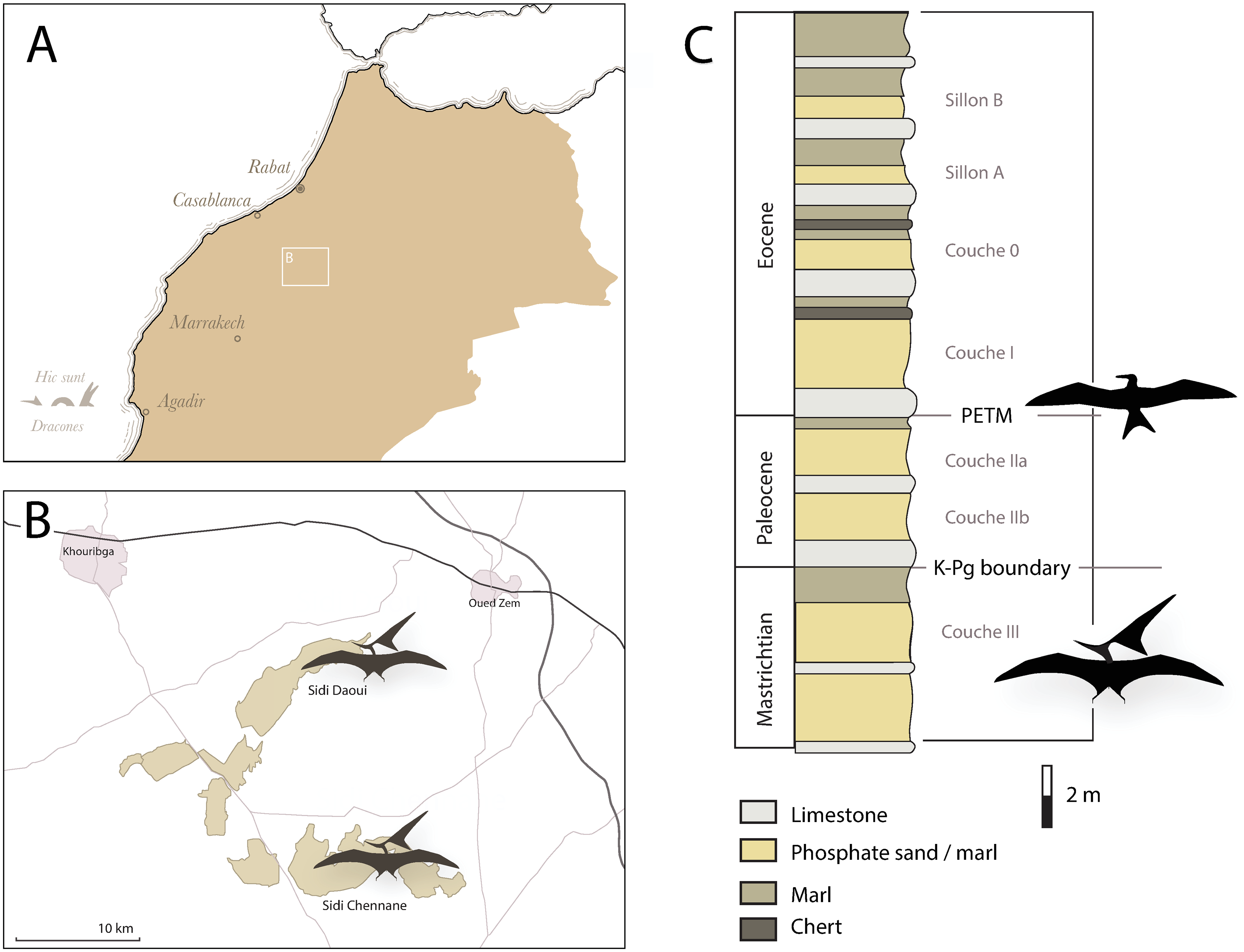
Stratigrafie naleziště, ve kterém byl rod Simurghia objeven.

Tento ptakoještěr byl formálně popsán v roce 2018 spolu s dalšími novými druhy pterosaurů - Barbaridactylus grandis, Alcione elainus a Tethydraco regalis. Všechny tyto druhy žily na samotném konci křídového období, blízko časovému rozhraní křídy a paleogénu (a tedy i hromadného vymírání druhů na konci křídy). Díky objevům z Maroka se výrazně zvýšil počet globálně známých pterosaurů právě z tohoto kritického období.

## Historie a popis
Fosilie tohoto ptakoještěra byly objeveny v průběhu tříletých vykopávek, během kterých paleontologové nashromáždili asi 200 exemplářů různých pterosaurů. Materiál s katalogovým označením FSAC-OB 7 (typový exemplář) představuje dobře zachovanou pažní kost (humerus), která naznačuje, že šlo o blízce příbuzný druh k A. elainus, pouze podstatně robustnější. Simurghia byl pravděpodobně mohutně stavěný ptakoještěr střední velikosti (rozpětí křídel do 4 metrů), žijící méně než milion let před koncem křídy, který je datován na 66,0 milionu let.

## Systematické zařazení
Tento druh spadá do čeledi Nyctosauridae a jeho blízkými příbuznými jsou rody Alcione, Muzquizopteryx, Nyctosaurus a trochu vzdáleněji i český Cretornis (objevený roku 1880 nedaleko východočeské Chocně).